# Glossostoma nematoideum
Glossostoma nematoideum is een soort in de taxonomische indeling van de platwormen (Platyhelminthes). De worm is tweeslachtig en kan zowel mannelijke als vrouwelijke geslachtscellen produceren. De soort leeft in zeer vochtige omstandigheden. 
De platworm komt uit het geslacht Glossostoma. Glossostoma nematoideum werd in 1851 beschreven door Le Conte.